# Sonia Sieff
Pour les articles homonymes, voir Sieff.
Sonia Sieff (née le 27 septembre 1979 à Paris) est une photographe française. Elle est la fille du photographe Jeanloup Sieff et de Barbara Rix.

## Biographie
Après avoir voulu devenir écrivain, elle vient à la photo à l'âge de seize ans, et commence sa carrière de photographe à l'âge de dix-sept ans par le voyage puis à vingt ans comme photographe de plateau. Parallèlement, elle devient rédactrice photo du Journal du Polar, en mode reportage et portraits, puis photographe de plateau à l'âge de vingt ans. Elle y apprend la lumière au contact de chefs opérateurs de renom et le travail d'équipe.
Riche de son expérience cinématographique, elle commence à travailler pour les magazines Première et Elle, avant de s'orienter vers la mode, la beauté et le nu.
Aujourd'hui, elle collabore avec le Vogue Japon et italien, le Figaro Japon, le Télégraph et de nombreux magazines internationaux, tout en réalisant des courts métrages. Elle cosigne avec sa mère un ouvrage rétrospectif sur le travail de son père,. Elle réalise une fausse publicité pour un parfum Orgy avec Lou Doillon.
En 2013, elle présente son travail à la boutique Colette dans le cadre de l'exposition Les Sieff,.
Elle vit à Montmartre dans le 18e arrondissement,,.
Elle est la sœur du DJ Sacha di Manolo.
En 2017, elle publie son premier livre Les Françaises, 155 photographies de nus féminins aux éditions Rizzoli. S'accompagne une exposition d'une sélection de clichés extraits du livre à la A. Galerie dans le 16e arrondissement de Paris, du 1er mars 2017 au 29 avril 2017. Thomas Morales, pour qui ces photographies sont une manière « de faire taire les obscurantismes », salue à la fois une « technique parfaite » et la capacité de Sonia Sieff de rendre toute la palette des caractères de ses modèles.

## Ouvrage
- avec Laurence Benaïm, Portraits de villes. Oran, éditions Be-poles, 2018.

## Clip
- DJ Cam, Swim avec Marine Vacth alors encore inconnue[14].

## Publicités
- Bulgari
- Ferragamo
- Nina Ricci